# Rendez-vous avec la mort (téléfilm)
Pour les articles homonymes, voir Rendez-vous avec la mort (homonymie) et Appointment with Death.
Rendez-vous avec la mort (Appointment with Death) est un téléfilm britannique de la série télévisée Hercule Poirot, réalisé par Ashley Pearce, sur un scénario de Guy Andrews, d'après le roman Rendez-vous avec la mort, d'Agatha Christie.
Ce téléfilm, qui constitue le 61e épisode de la série, a été diffusé pour la première fois au Royaume-Uni le 25 décembre 2009 sur le réseau d'ITV et en France le 29 juillet 2009 sur TMC.

## Synopsis
Poirot assiste aux fouilles archéologiques de Lord Boynton qui est proche d'une grande découverte en Syrie. Il fait la connaissance de la nouvelle Lady Boynton, une femme tyrannique envers tout son entourage. Quand elle est retrouvée assassinée, Poirot se charge de l'enquête.

## Fiche technique
- Titre français : Rendez-vous avec la mort
- Titre original : Appointment with Death
- Réalisation : Ashley Pearce
- Scénario : Guy Andrews, d'après le roman Rendez-vous avec la mort (1938) d'Agatha Christie
- Décors : Jeff Tessler
- Costumes : Sheena Napier
- Photographie : Peter Greenhalgh
- Montage : Paul Garrick
- Musique originale : Stephen McKeon
- Casting : Susie Parriss
- Production : Karen Thrussell
  - Production déléguée : Julie Burnell, Rebecca Eaton, Michele Buck, Phil Clymer et Damien Timmer
  - Production associé : David Suchet
- Sociétés de production : Granada, WGBH Boston et Agatha Christie Ltd.
- Durée : 100 minutes
- Pays d'origine :  Royaume-Uni
- Langue originale : Anglais
- Genre : Policier
- Ordre dans la série : 61e - (4e épisode de la saison 11)
- Premières diffusions :
  -  Royaume-Uni : 25 décembre 2009 sur le réseau d'ITV
  -  Canada : 7 juin 2009 sur Radio-Canada
  -  France : 29 juillet 2009 sur TMC

## Distribution
- David Suchet (VF : Roger Carel) : Hercule Poirot
- Tim Curry (VF : Vincent Grass) : Lord Boynton
- Jawad Elalami : un manœuvre
- Christina Cole (VF : Laura Prejean) : Dr Sarah King
- Tom Riley : Raymond Boynton
- Cheryl Campbell : Lady Boynton
- Zoe Boyle : Jinny Boynton
- Emma Cunniffe : Carol Boynton
- Angela Pleasence : la nounou
- Abdelkader Aizoun : Concierge
- Paul Freeman (VF : Marc Cassot) : Colonel Carbury
- Beth Goddard (VF : Véronique Soufflet) : Sœur Agnieszka
- Christian McKay (VF : Jérôme Rebbot) : Jefferson Cope
- Mark Gatiss (VF : Patrick Osmond) : Leonard Boynton
- Badri Mansour : le chauffeur de taxi
- John Hannah (VF : Georges Caudron) : Dr Gerard
- Zakaria Atifi : Mahmoud
- Elizabeth McGovern : Dame Celia Westholme

Source doublage: RS Doublage